# Podocarpus guatemalensis
Podocarpus guatemalensis é uma espécie de conífera da família Podocarpaceae.
Pode ser encontrada nos seguintes países: Belize, Colômbia, Costa Rica, El Salvador, Guatemala, Honduras, México e Venezuela.
Esta espécie está ameaçada por perda de habitat.